# Адалульф (граф Булони)
Адалульф (фр. Adalolphe de Boulogne; умер 13 сентября 933) — граф Булони с 918 года из Фландрского дома. Иногда ошибочно называется «Адольф», в то время как его настоящее имя «Этельвульф»: он был назван в честь прадедушки по материнской линии — уэссекского короля Этельвульфа.

## Биография
Родителями Адалульфа были Бодуэн II Фландрский и Эльфтрита Уэссекская. После смерти отца он унаследовал графства Булонь и Теруан. В том же году стал светским аббатом Сен-Бертена.
Адалульф воевал с викингами и участвовал в победоносной битве при Фокамберге. Это не помешало дану Зигфриду захватить графство Гин, ставшее вассальным фьефом Фландрии.
Адалульф умер 13 сентября 933 года, оставив двоих сыновей. Его владения захватил брат — Арнульф Фландрский. Лишь в 964 году младший сын Адалульфа, Арнульф II восстановил свои права на Булонь.